# Серпілін Леонід Семенович
Леонід Семенович Серпілін (псевдоніми: Діброва Ю., Леонченко С.) (4 квітня 1912, Київ — 27 лютого 1973, місто Київ) — український радянський письменник, родом з Києва.

## Біографія
Народився в родині робітника. 1933 року почав друкуватися. У 1937 році закінчив архітектурний факультет Київського будівельного інституту, навчався у Йосипа Юлійовича Каракіса. Працював архітектором, журналістом. Член ВКП(б).
Учасник німецько-радянської війни, під час війни був спеціальним кореспондентом по Ворошиловградській області, потім відповідальним секретарем головної республіканської газети «Радянська Україна». У 1946—1947 роках працював відповідальним редактором «Літературної газети» (тепер — «Літературна Україна»).Член Спілки письменників СРСР з 1947 року. З жовтня (затв.) 1947 року — відповідальний секретар Президії Спілки радянських письменників України. Згодом працював заступником головного редактора газети «Культура i життя».

## Повісті
- «Після війни» (1946),
- «Світанок» (1947)[1],
- «Клятва вад багаттям» (1952),
- «Золота осінь» (1960)[1],
- «Пора весняних вітрів» (1962)[1],
- «Народження людини» (1963)[1],
- «У світлі дня» (1964)[1],
- «Вогник на узліссі» (1967),
- «П'ять днів у вересні» (1973);
- роман у 2 томах «Будівничі» (1955—1957)[1],
- збірка оповідань і нарисів «Березовий гомін» (1969);
- вірші, оповідання для дітей.